# Mutasaari (ö i Södra Österbotten)
Mutasaari är en ö i Finland. Den ligger i sjön Palojärvi och i kommunen Kauhava i den ekonomiska regionen  Seinäjoki och landskapet Södra Österbotten, i den centrala delen av landet, 400 km norr om huvudstaden Helsingfors. Öns area är 1,4 hektar och dess största längd är 200 meter i sydöst-nordvästlig riktning.